# Zhu Guangya

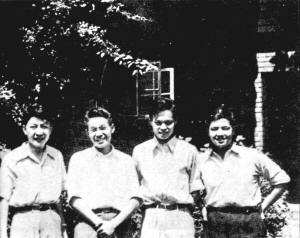
Da esquerda para direita: Zhu Guangya, Zhang Wenyu, Chen Ning Yang e Tsung-Dao Lee (1947)

Zhu Guangya, Zhang Wenyu, Chen Ning Yang, and Tsung-Dao Lee (1947)
Zhu Guangya, Zhang Wenyu, Chen Ning Ya e d Tsung-Dao Lee (1947)
Zhu Guangya (25 de dezembro de 1924 - 26 de fevereiro de 2011) foi um físico nuclear chinês, um dos pioneiros na pesquisa que contribui para o desenvolvimento da primeira bomba nuclear chinesa. Ele era acadêmico da Academia Chinesa de Ciências. Foi vice-presidente da oitava e da nona Conferência Consultiva Política do Povo Chinês.